# تفنگدار

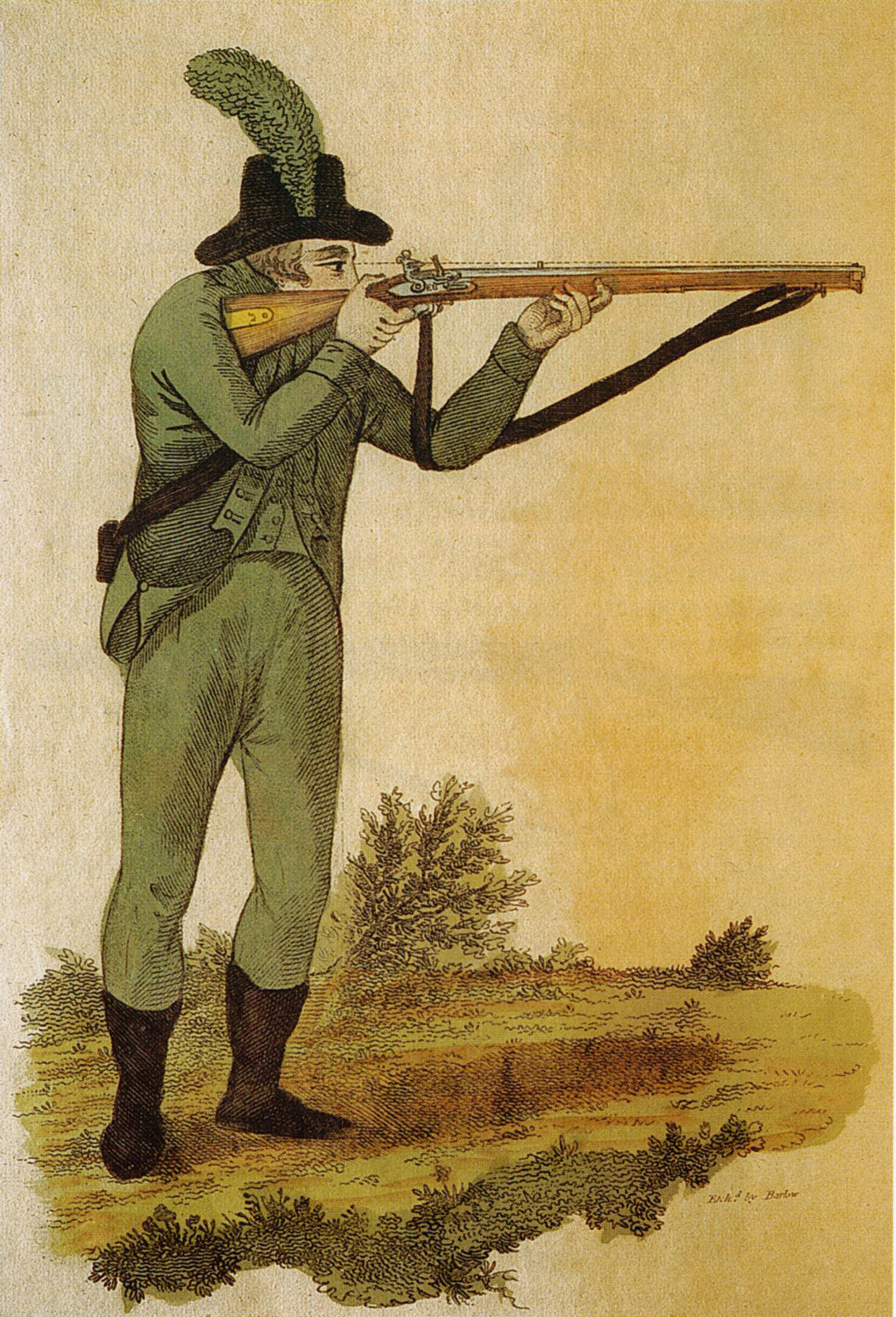
تفنگدار ارتش بریتانیا با جلیقه سبز که با یک تفنگ بیکر نشانه گرفته‌است، تقریباً سال ۱۸۰۳ میلادی.

تفنگدار (به انگلیسی: Rifleman)، یک سرباز پیاده‌نظام است که با یک تفنگ لوله‌بلند مسلح شده‌است. اگرچه نقش تفنگدار در قرن ۱۶ و تفنگداران قرن هفدهم آغاز شد، اما این اصطلاح در قرن ۱۸ با معرفی تفنگدار به وجود آمد. در میانه قرن ۱۹، کل هنگ‌های تفنگداران تشکیل شد و به ستون اصلی همه پیاده‌نظام استاندارد تبدیل شد، و تفنگدار یک اصطلاح عمومی برای هر پیاده‌نظام معمولی شد.
در بسیاری از ارتش‌ها (به‌ویژه کشورهای مشترک‌المنافع)، «تفنگدار» درجه نظامی معادل سرباز وظیفه است که به اختصار Rfn نامیده می‌شود.